# Africanos en Hong Kong
Africanos En Hong Kong (Chino: 在香港的黑人;Pinyin: Zài xiānggǎng de hēirén) constituyen un número pequeño de residentes en Hong Kong.

## Población
En el año de 2016,  3,144 Africanos fueron registrados viviendo en Hong Kong, según la Africa Center Hong Kong (ONG cuyo propósito es el de ayudar a Africanos a vivir en Hong Kong), en Total registrados 2,012 hombres y 1,132 mujeres. Esto incluye africanos de África Del sur, quiénes numeran alrededor de 200 residentes y consisten principalmente de Africanos blancos de ascendencia europea
Alrededor de la mitad de los Africanos en Hong Kong residen en Yuen Long, con otra conglomeración en Chungking Mansions en el barrio de Tsim Sha Tsui, Kowloon. Algunos notables Hongkoneses de ascendencia Africana incluyen a "Inoccent Mutanga", un banquero de inversiones de Goldman Sachs quién vino a Hong Kong con únicamente 200 HKD y fue avanzando por sus propios medios a la cima, de ser un vagabundo, a ser parte de las élites en Hong Kong y también administra la Africa Center Hong Kong. Históricamente, muchos Africanos en Hong Kong fueron comerciantes, comerciando teléfonos celulares y dispositivos electrónicos para mercados de exportación en tiendas ubicadas en Chungking Mansions, pero esto está cambiando rápidamente a medida que los africanos eligen Xiaobei de Guangzhou para este negocio, además de como otra zona para vivir.